# Eiklar

Schematischer Längsschnitt durch ein unentwickeltes Hühnerei: 5 = äußeres Eiklar (dünnflüssig), 6 = mittleres Eiklar (gallertartig), 12 = inneres Eiklar (dünnflüssig).

Das Eiklar (von mittelhochdeutsch eierklār, auch eierclar, Bezeichnung für das Eiweiß des Hühnereis, von lateinisch clarus „hell“) oder Eiweiß (lateinisch albumen ovi oder album ovi, zoologisch meist schlicht Albumen oder Deutolecith genannt) ist eine Mischung aus dünnflüssigen und gallertartigen Bestandteilen um den Dotter (Vitellus, Protolecith) der Eier der Reptilien, Vögel und eierlegenden Säugetiere (Kloakentiere) (vgl. Amnioten). Es dient dem Schutz und enthält für den wachsenden Embryo wichtige Stoffe wie Wasser, bestimmte Proteine, Ionen und wasserlösliche Vitamine. Es ist im Gegensatz zum Dotter kein Bestandteil der ursprünglichen Eizelle, sondern wird im Eileiter (Ovidukt) von speziellen Drüsen abgeschieden.
Auch „perivitelline“, das heißt zwischen Dotter und Eihülle befindliche flüssige und auch gallertartige Substanzen in den Eiern verschiedener Wirbelloser, werden in der Zoologie als Eiklar oder Deutolecith bezeichnet. Auch dort spielt dieser Eibestandteil nicht selten eine wichtige Rolle für die Ernährung des Embryos. Speziell der Fall ist dies bei den oft auf dem trockenen Land oder im Süßwasser lebenden Gürtelwürmern, Mittelschnecken und Lungenschnecken.
Das Wort „Eiweiß“ bezeichnet gleichzeitig jedes Protein im biochemischen Sinn. Im Eiklar von Hühnereiern (Hühnereiweiß) ist der Proteinanteil mit 10 % allerdings geringer als im Eidotter, dem Eigelb, dessen Proteinanteil 16 % beträgt.

## Eiklar des Hühnereis

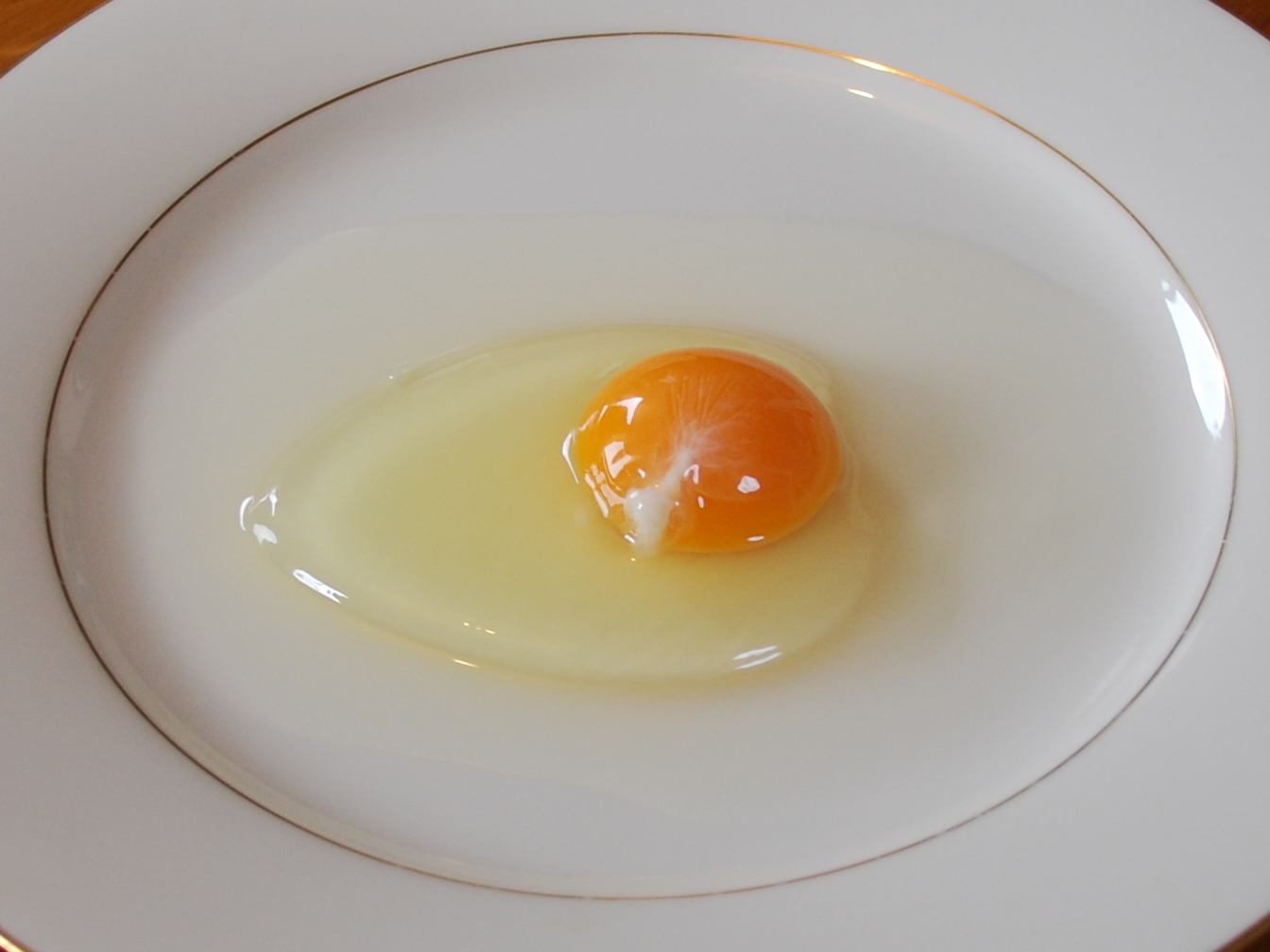
Inhalt eines frischen Hühnereis: Eidotter umgeben vom Eiklar.

Im Sinne des Eibestandteils beziehen sich die Ausdrücke „Eiklar“ und „Eiweiß“ in der Regel auf Vogeleier und insbesondere auf Hühnereier, die von allen Vogeleiern die größte Bedeutung als menschliches Nahrungsmittel besitzen.
Laut Duden ist „Eiklar“ die österreichische Bezeichnung für „Eiweiß“, während laut anderen Quellen „Eiweiß“ die gemeinsprachliche Bezeichnung für das Eiklar ist. In Deutschland war bis ins 20. Jahrhundert auch Eierklar (heute noch in Österreich) gebräuchlich, landschaftlich auch Weißei.

### Aufbau und Eigenschaften
Das Eiklar ist eine wässrige, schwach gelbliche Flüssigkeit, die aus drei Schichten differierender Viskosität besteht. Umgeben vom Eiklar liegt im Innern die Dotterkugel, die durch zwei an der Dotterhaut befestigte, in das Eiklar übergehende, spiralige Stränge (Hagelschnüre, Chalazen) fixiert wird, die beim Aufschlagen des Eies am Dotter hängen bleiben. Eiklar ist eine etwa 10%ige wässrige Lösung verschiedener globulärer Proteine, die Ovomucinfasern enthält. Alle anderen Komponenten treten stark zurück. Das dickflüssige Eiklar unterscheidet sich vom dünnflüssigen nur durch den etwa vierfachen Gehalt an Ovomucin. Eiklar von Hühnereiern besteht neben Wasser aus verschiedenen Proteinen (11 %), von denen wiederum das Ovalbumin mit im Durchschnitt 54 % Gehalt des Gewichts den größten Teil ausmacht. Daneben sind unter anderem durchschnittlich 12 % Conalbumin (Ovotransferrin), 11 % Ovomucoid, 3,5 % Ovomucin, je etwa 3 bis 4 % G1, G2 und G3 Globulin, 1 % Ovoglykoprotein, 0,8 % Flavoprotein, 0,5 % Ovomakroglobulin, 0,1 % Ovoinhibitor, 0,05 % Avidin und 0,05 % Cystatin enthalten. Die Denaturierungstemperatur der Proteine liegt zwischen 62 (Conalbumin) und 92 °C (G2 Globulin). Mehrere Eiklarproteine besitzen biologische Aktivität, zum Beispiel als Enzyme (Lysozym), Enzyminhibitoren (Ovomucoid, Ovoinhibitor) und Komplexbildner für Coenzyme (Flavoprotein, Avidin). Möglicherweise hängt diese biologische Aktivität mit dem Schutz des Eies vor mikrobiellem Verderb zusammen. Der Lipidgehalt von Eiklar ist mit 0,03 % vernachlässigbar klein. Die Kohlenhydrate (etwa 1 %) sind je etwa zur Hälfte proteingebunden und frei. Die freien Kohlenhydrate bestehen zu 98 % aus Glucose, daneben kommen Mannose, Galactose, Arabinose, Xylose, Ribose und Desoxyribose vor. Freie Oligo- und Polysaccharide fehlen. Der Gehalt an Mineralstoffen im Eiklar liegt bei etwa 0,6 %. Darunter sind hauptsächlich Schwefel, Natrium, Kalium, daneben auch Phosphor, Magnesium, Calcium und Eisen. Zudem enthält es wichtige Elektrolyte und Spurenelemente. In 100 g Eiklar sind 170 mg Natriumionen, 155 mg Kaliumionen, 11 mg Calciumionen, 20 mg gebundener Phosphor und 0,2 mg gebundenes Eisen, sowie die Vitamine B1, B2, B5, B6, B7, B9 und Niacin.
Das Eiklar selbst ist praktisch frei von Cholesterin.
Eiklar ist eine pseudoplastische Flüssigkeit, deren Viskosität von der Schergeschwindigkeit abhängt. Die Oberflächenspannung (12,5-prozentige Lösung, pH 7,8, 24 °C) liegt bei 0,05 Nm−1. Der pH-Wert des Eiklars beträgt bei einem frisch gelegten Ei 7,6–7,9 und steigt infolge der Diffusion von gelöstem Kohlendioxid durch die Schale während der Lagerung in Abhängigkeit von der Temperatur bis auf 9,7.

### Verwendung
- Eiklar ist eine übliche Backzutat beim Backen von süßem Gebäck. Eiklar kann man zu Schaum – dem Eischnee – schlagen, um beispielsweise Saucen und Gebäck locker, leicht und luftig zu halten. Aus Eischnee lässt sich auch eigenes Süßgebäck herstellen, wie der Baiser (Meringue). Zum Klären von Brühe findet es ebenfalls Verwendung.
- In der Önologie wird Eiklar zur Schönung von Weinen mit hoher Qualität benutzt.
- In der Buchbinderei wurde Eiklar zum Vergolden mit echtem Blattgold benutzt. Diese Vergoldungen zeichnen sich durch besonderen Glanz und Haltbarkeit aus, deren Dauerhaftigkeit kann nach Jahrhunderten gerechnet werden. Aufgrund der aufwändigen Vorbereitungen und der Voraussetzung, dass das zu bedruckende Leder ausschließlich vegetabil gegerbt und gefärbt sein muss, wird diese Art der Vergoldung nur noch selten angewendet.
- In der Heilkunde (etwa bei Lanfrank von Mailand, beschrieben in dessen Chirurgia parva) wurde Eiklar als Schmerzmittel und entzündungshemmendes Arzneimittel insbesondere in der Chirurgie, der Traumatologie[10] und Augenheilkunde[11] angewendet.[12]
- Da das Eiklar einen Biotin-Inhibitor (Avidin) enthält, sollte rohes Eiklar nicht oft und nur in kleinen Mengen verzehrt werden.[13]
- In Vegetarischer Wurst kann Eiklar mit bis zu 70 % deren Hauptbestandteil sein. Problematisch dabei ist aus Sicht der Vegetarier, dass auch im Rahmen der Massenproduktion von Eiern viele Hühner ihr Leben lassen.[14]